# Kaplica Miłosierdzia Bożego w Woli Kalinowskiej
Kaplica Miłosierdzia Bożego w Woli Kalinowskiej – murowana świątynia rzymskokatolicka w Woli Kalinowskiej, będąca kościołem pomocniczym parafii pw. św. Katarzyny w Sąspowie.
Z inicjatywy mieszkańców wsi kaplica została zbudowana w latach 1993–1995 na miejscu drewnianego budynku szkoły z początków XX w. (w 1988 r. szkoła została przeniesiona do nowego budynku). Jest to jednonawowa świątynia z niewielkim chórem, kryta falistą blachą. 
Kaplicę poświęcił w dniu 1 października 1995 roku biskup sosnowiecki Adam Śmigielski.